# Costantino Simoncini
Costantino Simoncini, detto Tino (Clusone, 20 giugno 1918 – Bergamo, 9 ottobre 1990), è stato un politico italiano.

## Biografia
Iniziò il servizio militare negli Alpini il 1º settembre 1939, alla scuola allievi ufficiali di Bassano del Grappa, e fu inviato nel giugno dell'anno successivo a combattere sul fronte occidentale col grado di sottotenente. Nel 1941 combatté sul fronte albanese contro la Grecia, sul monte Guri-i-Topit, e promosso a tenente, nel 1942 partì per la Russia rimanendo ferito alla mano sul Don e finendo così rimpatriato. Nella bergamasca ebbe rapporti di collaborazione con le forze partigiane, e venne per questo arrestato e interrogato dai fascisti nel luglio 1944, per poi essere rilasciato.
Per i suoi meriti di guerra, Simoncini venne decorato con una medaglia d'argento al valor militare.
Iscritto alla Democrazia Cristiana, nel dopoguerra entrò in politica a Bergamo, dove fu eletto in consiglio comunale. Dal 1956 al 1964 fu per due mandati sindaco della città. Nel 1970 venne eletto consigliere regionale nella I legislatura della Regione Lombardia.
Per iniziativa del figlio Carlo, nel 1999 vennero dati alle stampe i suoi diari e memorie dal titolo Al balcone di una piccola città.